# Фредрік Варг
Фредрік Варг (швед. Fredrik Warg; 3 травня 1979, м. Боліден, Швеція) — шведський хокеїст, центральний нападник.
Вихованець хокейної школи «Боліден» ФФІ. Виступав за МОДО Хокей, ХК «Сундсвалль», ХК «Бйорклевен», ХК «Тімро», ХК «Шеллефтео», «Динамо» (Рига), «Регле» (Енгельгольм), Інґольштадт, Брюнес.
В чемпіонатах Швеції — 509 матчів (77+112), у плей-оф — 77 матчів (11+13).
У складі національної збірної Швеції учасник чемпіонатів світу 2007 і 2008 (16 матчів, 4+8). У складі юніорської збірної Швеції учасник чемпіонату Європи 1997.
Досягнення
- Срібний призер чемпіонату Швеції (2000, 2002, 2011)
- Срібний призер юніорського чемпіонату Європи (1997).